# イントゥ・ザ・ミュージック
『イントゥ・ザ・ミュージック』（Into the Music）は、北アイルランドのミュージシャン、ヴァン・モリソンが1979年に発表した11作目のスタジオ・アルバム。本作より、アメリカとカナダ以外の地域では発売元がマーキュリー・レコードに変更となった。

## 背景
本作よりモリソンのバンドに加入したマーク・アイシャムは、その後も1980年代前半を通じてモリソンのレコーディングのサポートを続けていく。アイシャムによれば、モリソンは収録曲「トルバドール」でビートルズの曲「ペニー・レイン」のようなサウンドを求めていたため、アイシャムによるピッコロトランペットの即興演奏が録音されたという。また、アイシャムの推薦により、ピー・ウィー・エリスもモリソンのバンドに加入した。「疾風」にはライ・クーダーがゲスト参加している。
2008年のリマスターCDには、「ステッピン・アウト・クイーン」と「トルバドール」の別テイクがボーナス・トラックとして追加収録された。

## 反響・評価
ニュージーランドのアルバム・チャートでは、17週連続でトップ50入りし、最高13位を記録するヒットとなった。ノルウェーでは1976年第36週のアルバム・チャートで初登場19位となり、翌週には16位を記録して、同国において自身8年半ぶりのトップ20入りを果たした。
イギリスでは本作が全英アルバムチャートで21位に達し、3作連続でトップ40入りを果たして、本作からのシングル「ブライト・サイド・オブ・ザ・ロード」は全英シングルチャートで63位を記録し、イギリスにおける自身初のシングル・ヒットとなった。アメリカのBillboard 200では43位に達し、本作からのシングル・ヒットは出ていない。
Stephen Thomas Erlewineはオールミュージックにおいて5点満点中4.5点を付け「ある意味、全盛期を過ぎた後のモリソンの決定盤である」「前2作よりもほんの少しハードかつ民族的で、なおも非常にリラックスした音楽であり、表現も作曲も安らぎに満ちているのが魅力である。しかし、前2作との違いとして、パフォーマンスには更なる気骨、曲には更なる存在感があり、ヴァンという名匠が崇高さや優美さを湛えて光を放っている」と評している。また、ロバート・クリストガウは本作にAを付け「ミュージシャン達の演奏（特にトニ・マーカスの快活なヴァイオリン）や、彼自身がかつてなく多彩で機知に富んだボーカリーズに挑んだことによって、街や国に対するストレートな顕彰に色と深みがもたらされている」「ヴァンのアルバムとしては『ムーンダンス』以来の傑作ではないかと思う」と評している。

## 収録曲
特記なき楽曲はヴァン・モリソン作。
1. ブライト・サイド・オブ・ザ・ロード - "Bright Side of the Road" – 3:46
2. 疾風 - "Full Force Gale" – 3:16
3. ステッピン・アウト・クイーン - "Steppin' Out Queen" – 5:29
4. トルバドール - "Troubadours" – 4:39
5. ローリング・ヒルズ - "Rolling Hills" – 2:52
6. フィール・ソー・フリー - "You Make Me Feel So Free" – 4:07
7. 愛しのエンジェル - "Angeliou" – 6:49
8. 癒える心 - "And the Healing Has Begun" – 7:59
9. オール・イン・ザ・ゲーム - "It's All in the Game" (Charles Dawes, Carl Sigman) – 4:39
10. ホワット・ゼイアー・ライティング・アバウト - "You Know What They're Writing About" – 6:08

### 2008年リマスターCDボーナス・トラック
1. ステッピン・アウト・クイーン（別テイク） - "Steppin' Out Queen (Alternative Take)"
2. トルバドール（別テイク） - "Troubadours (Alternative Take)"

## 参加ミュージシャン
- ヴァン・モリソン - ボーカル、リズムギター、ハーモニカ
- マーク・アイシャム - トランペット、フリューゲルホルン、ピッコロトランペット、ホーン・アレンジ
- ピー・ウィー・エリス - テナー・サクソフォーン、ホーン・アレンジ
- マーク・ジョーダン - キーボード
- ハービー・アームストロング - ギター、バッキング・ボーカル
- ライ・クーダー - ギター(on #2)
- デヴィッド・ヘイズ - ベース
- ピーター・ヴァン・フック - ドラムス
- カート・ウォートマン - ドラムス(on #4)
- ザキール・フセイン - タブラ(on #1, #3)
- トニ・マーカス - マンドリン、ヴァイオリン、ヴィオラ、ストローヴィオラ
- ロビン・ウィリアムソン - ペニー・ホイッスル(on #4, #5)
- ケイティ・キスーン - バッキング・ボーカル